# 2MASS J05021345+1442367
2MASS J05021345+1442367 ist ein Brauner Zwerg im Sternbild Orion. Er wurde 2003 von Kelle L. Cruz et al. entdeckt. Er gehört der Spektralklasse L0 an.